# Diaphorus divergens
Diaphorus divergens är en tvåvingeart som beskrevs av Octave Parent 1939. Diaphorus divergens ingår i släktet Diaphorus och familjen styltflugor.
Artens utbredningsområde är Costa Rica. Inga underarter finns listade i Catalogue of Life.